# ドラえもんのひみつ道具 (とさ-とん)
ドラえもんのひみつ道具 (とさ-とん) では、藤子・F・不二雄の漫画『ドラえもん』、『大長編ドラえもん』(VOL.1〜17)、藤子・F・不二雄のその他の著作に登場するひみつ道具のうち、読みが「とさ」で始まるものから「とん」で始まるものまでを列挙する。

## としの泉ロープ
としの泉ロープ（としのいずみロープ）は、「としの泉ロープ」（藤子・F・不二雄大全集15巻収録）に登場する。
元ネタは昔話『若返りの泉』と手塚治虫の漫画作品『ふしぎなメルモ』。このロープを輪にし、ロープの繋ぎ目に備えられているボタンを押すと、輪の中に泉が沸く。この泉の水をコップ1杯飲むと、飲んだ物の年齢が変化する。ボタンには赤と青があり、赤だと1歳歳をとり、青だと1歳若返る。

## ドジバン
ドジバンは、「することレンズ」（てんとう虫コミックス30巻収録）に登場する。
絆創膏のような道具で、これを貼られた人間は何をやっても失敗してしまう。たとえ意図的に悪い事をしようとしても失敗して、結果的に良い事になってしまう。

## トッカエ・バー
トッカエ・バーは、「ぼく、マリちゃんだよ」（てんとう虫コミックス8巻収録）に登場する。
2人の人間がお互いにこの棒の両端を持つと、心はそのままで体が入れ替わる。同様の道具に入れかえロープ、身がわりバーがある。なお、劇中でのび太が「以前に使った」と解説しているが、他に当該道具を使った話は『ドラえもん』には一切存在しない。
同じ作者の『ウメ星デンカ』に同名・同じ効果の道具が登場するが、形状が若干異なり『ドラえもん』側は両端が球（もしくは円盤）状だが『ウメ星デンカ』の物は両端がスペード型をしている。
テレビアニメ第2作第2期では、体は入れ替わっても担当している声優は入れ替わらない（相手の体になったとしても入れ替わる前の自分の声で話す）演出になっている。

## ドッキリビデオ
ドッキリビデオは、「ドッキリビデオ」（てんとう虫コミックス37巻収録）に登場する。日本テレビ系列のテレビ番組『どっきりカメラ』のパロディ。
ビデオカメラ型の道具。カメラを向けると、誰もがドッキリするような怪事件が起きる。
テレビ番組の「どっきりカメラ」でネタばらしをするときのような、「ドッキリビデオ」と書かれたプラカードも用意されており、怪事件に驚いた人たちにこれを見せると、皆一斉に「ドッキリ大成功、バンザイ!!」と（テレビアニメ第2作第1期第792話「ドッキリビデオ」（1984年12月7日初放映）では独特の仕草を取りながら「ドッキリどきどき大成功。こりゃあ一本取られたよ。バンザーイ!!」と）合唱し、どんな事件もすべて冗談で済ますことができる。ただしこのプラカードがなければ騒ぎをおさめることができず、延々と大騒ぎが繰り広げられてしまう。
作中では以下の様なドッキリ事件が起きた。
- 化粧中の玉子が鏡を見ると幽霊（アニメ第2作第1期では老化した玉子、テレビアニメ第2作第2期「のび太のドッキリビデオ」では幽霊の様に顔が崩れた玉子）が映り、玉子はひっくり返った。
- ジャイアンが歌いながら歩いていると道沿いの家の窓ガラスが割れ、周辺の人や動物が苦しんで倒れ、「猛毒の歌が流れている」と保健所の消毒部隊が駆け付けた（アニメ第2作第1期ではジャイアンが消毒される際に大勢の機動隊に全裸にされ、粉の消毒薬をかけられて真っ白になった）。
- スネ夫が庭の池でラジコン潜水艦を走らせていると、池からネッシーが出現した（アニメ第2作第1期ではスネ夫が恐竜に捕まり、ドッキリだとわかった後で恐竜が消え、落ちていく途中で家の屋上に捕まる。しかし、バンザイをした際に捕まっていた屋上から落ちた）。
- 静香が樹を写生していると、絵の中の樹が急に落葉した。
  - アニメ第2作第1期では静香の前にもう一人の静香が現れ、静香が驚きながら騒ぐ。そのあと部屋に二人になった静香の母が入ってきて叱り、静香の後ろで大量に増えた静香が返事するという内容だった。
  - アニメ第2作第2期では、静香がバイオリンを弾き続けると町中の人々が集合し歓声を受け、ドッキリだと知った静香は怒ってしまう。しばらくしてそこに居合わせたという外国人スカウトからバイオリニスト海外留学を勧められて静香は日本を去ろうとするが、実はのび太が仕掛けた前者のドッキリに対抗して、ドラえもんと静香が仕掛けた逆ドッキリであった。
- 空き地で安雄とはる夫がキャッチボールをしていたら、安雄が投げたボールが突如クリームパイに変じはる夫の顔に命中。彼の手にもパイが現れ、仕返しに投げ付けたパイは逸れて通行人に命中。その人の手にもパイが現れ投げると…と連鎖的にパイ投げが行われた。区切りを付けようとしたらのび太がパイを受け、弾みでプラカードが通りすがりの車に乗って行ってしまい収拾を付けられなくなるオチとなった。
  - アニメ第2作第1期ではドラえもんやのび太はドッキリの犯人として追い回されるも、プラカードを乗せて行ったトラックを発見。回収するため荷台に登ると、そこに出現した巨大クリームパイに突っ伏して二人も全身クリームまみれで収拾をつけ終わった。
  - アニメ第2作第2期でもパイ投げは起きたがプラカードをなくす展開はなく、先述の静香のバイオリン演奏がオチに回る。

## トトスキー
トトスキーは、「深夜の町は海の底」（てんとう虫コミックス41巻に収録）に登場する。
魚が喜んで食べに集まってくる。球状の餌で、一つの大きさはドラえもんの手より少し小さい。

## トナカイロケット
トナカイロケットは、「サンタメール」（てんとう虫コミックス21巻収録）に登場する。
その名の通り、トナカイを模したロケット。下部にはソリのようなランディングギアを備えている。座席には2人程度が乗れる。ロケットとは言っても、飛行時には噴射炎らしきものが見られず動力は不明だが、一晩とかからずに北極から日本まで飛行できるほどの速度がある。
トナカイ型飛行機（トナカイがたひこうき）
「聖夜ののび太クロース」（2009年12月11日放送『ドラえもん クリスマススペシャル』内）に登場。

## とばし穴
とばし穴（とばしあな）は、「とばしあな」（藤子・F・不二雄大全集8巻収録）に登場する。
輪になったロープのような形をしており、地面などに置いて使用する。落とし穴とは逆に、輪に足を踏み入れた者を飛ばしてしまう。風に飛ばされやすい上に、地面に置くと透明になる為、見つけにくいという欠点がある。人や動物のみに効果があるようで、果物を置いても反応しなかった。
てんとう虫コミックスでは、11巻収録「ドラえもん大事典」でのみ紹介されている。そちらは円形のフィルムのような形。

## トビレットペーパー
トビレットペーパーは、「トビレットペーパー」（てんとう虫コミックス『ドラえもんプラス』3巻、ぴっかぴかコミックス7巻収録）に登場する。
外観はトイレットペーパーのような紙だが、ちぎると宙に浮かぶ性質を持つ。2mほどの長さを身につければ、その分体重が軽くなって歩くのにまったく疲労を感じなくなるし、3mほどの長さなら空を飛ぶこともできる。折り鶴を折ると本物の鳥のように飛ぶ。

## 友だちの輪
友だちの輪（ともだちのわ）は、「友だちの輪」（てんとう虫コミックス38巻収録）『ドラえもん　びっくり日本の歴史1-3』に登場する。
2m四方ほどの紙に輪が描かれており、これを床や地面に敷いて人や動物が円の中に入ると、入った者同士の間に強い友情が芽生え、親友となる。輪から出ても効果は持続する。『びっくり日本の歴史』では、入った相手が「心の友よ」という事がある。

## トモダチロボット
トモダチロボットは、「ロボ子が愛してる」（てんとう虫コミックス2巻収録）に登場する。
その名の通り、人間の友達となるため作られた人間そっくりのアンドロイドで、特定の人間のみを好きになるよう設定することができる。
ロボ子
声優 - 不明（1973.9）→横沢啓子（1979.6）→松岡由貴（2005.12-）
「ロボ子が愛してる」に登場する美少女型ロボット。ドラえもんの所有物ではなく、未来の世界でレンタルしてのび太のために連れて来た。（彩色はアニメ版のみであり、テレビアニメ第2作第1期では茶髪、第2期では緑髪）。
ロボ子の作画は少女漫画家の志村みどり（当時のアシスタント、博物学者・荒俣宏の妹）が担当したもので、藤子・F・不二雄の手によるものではない。
女の子たちに冷たくされて落ち込んでいたのび太のことを褒め称えたり、やさしく身の回りの世話をしたりしてくれた。しかし、嫉妬深い性格で、のび太が他の者（特に女子）と喋ったり仲良くしたりすると、激しい嫉妬心を抱く。腕力は実に100万馬力の力を持ち、のび太をいじめようとしたジャイアンとスネ夫を一人で叩きのめした。ロボットだけあって極端な思考しかできないらしく、犬の頭を撫でただけでも嫉妬し、玉子が少しのび太を叱っただけで「のび太さんをいじめた」と激怒して追いかけ回すなど、暴れてまったく手のつけられない状態となった（ドラえもん曰く「極端だけど悪意はない」）。ドラえもんが「良いロボットは借り賃が高い」と言っていたことから、彼女の借り賃はそれほど高額ではないようである。
テレビアニメ第1作「すてきなガールフレンドの巻」（1973年9月9日放送）でも登場しているが、名前はロボ子でなくユリ子で、静香に冷たくされていたのび太をドラえもんが気の毒に思って連れてくるという設定。
なお、ロボ子はテレビアニメ第2作第2期のオープニングにも登場している（『ハグしちゃお』で使われたものと『夢をかなえてドラえもん』の2010年4月23日より使われているもの)。
2018年2月2日放送回では後頭部のリボンがスイッチで、暴れ出した際にドラえもんが左右に引っ張って停止させた。

### お友だちロボット
テレビアニメ第2作1期「お友だちロボット」（てんとう虫コミックス『ドラえもん』第2巻収録「ロボ子が愛してる」を原案としたアニメ作品。1993年11月19日放送、DVD『ドラえもん コレクション・スペシャル 秋の5』に収録）に登場する。
ローラ
声優：かないみか
テレビアニメ第2作第1期「お友だちロボット」に登場する美少女型ロボット。ドラえもんが未来から連れて来た「友だちロボット」の一種。
レンタル制の女子ロボットであり、レンタル期限が切れると自動的に機能停止する。設定された使用者を守る気持ちや、凄まじい怪力、階段を使わずして5、6階の高さから飛び降りることのできる強靭な身体、嫉妬深い性格などを持ち合わせている。また、愛する人のためならば手段を選ばない。作中では、学校の教室にまでものび太に付いていく、しずかに嫉妬して余計な事を言って彼女を怒らせる、宿題を忘れたのび太を廊下に立たせようとした先生を教室から追い出す、「学校はのび太には向かない」という理由でのび太を学校から連れ出す、家からの最短ルートを作ろうと家や壁を壊す等の問題が起こり、のび太が制止しても「のび太さんの為」と止めなかったが、直後にレンタル期限が切れた為、機能が停止した。
機能的にほぼ同様であるロボ子は、ローラと同様に愛する人のためならば手段を選ばないことから、レンタル料が安い。

## ドライ・ライト
ドライ・ライトは、「地底のドライ・ライト」（てんとう虫コミックス33巻収録）に登場する。
太陽光線のエネルギーをドライアイス状に固形化したもので、石油などの代替資源として22世紀で実用化されている資源。夏の日差しの強い時期にパラボラ上のレンズで日光を取り込み土中で固形化して保存し、鉱脈を掘って必要な時に要るだけ採掘して使用することになる。小さいドライ・ライトでもかなりの熱量を持っており、寒さにあうと融ける。布でくるむとカイロになり、天井からつるすと電灯代わりになり、筒に入れると懐中電灯になり、ヤカンや浴槽に放り込むとお湯が沸くなど、実に多彩な使い方ができる。
どら焼きを買い占めることに目がくらんだドラえもんはこれを使って金儲けをしようとしたが、うかれて鉱脈の入り口を閉めるのをうっかり失念し、外部の寒気に当たったドライ・ライトは溶けて町中へ漏れ出してしまった。溶けた鉱脈のおかげで町中の温度が大きく上昇して夏の陽気になり、ドライ・ライトの商売は成り立たなくなった。

## ドラキュラセット
ドラキュラセットは、「ドラキュラセット」（てんとう虫コミックス21巻収録）に登場する。
背中につけるマントと、口につける牙のセット。これらを身に付けることでドラキュラとなり、小さなコウモリに変身して飛びまわり、相手の首元に噛みついて血の代わりに「記憶」を吸い取ることができる。このセットをつけると、ドラキュラらしくニンニクや十字架が苦手になり、それらの前では力を失ってしまう（太陽光については、少なくとも昼の屋内を飛ぶ程度には問題ない模様）。

## ドラマチックガス
ドラマチックガスは、「もりあがれ! ドラマチックガス」（てんとう虫コミックス36巻収録）に登場する。
スプレー缶に納められたガス。このガスを人間に放射すると、その人間の周りで起こる出来事が極端に、ドラマチックになる。「お使いに行く・道を尋ねる」など、日常の平凡な出来事を出来事を無理やりドラマチック化させるために、周りの人間にも影響したり、むかい風を吹かせたり、まだ上の方にある太陽が無理やり下がり、夕日に変わったりするなど強引なこともある。
ただし、ガスの効き目が切れるとこれまでの出来事がどうでも良いことだと気づかされる。
新ドラマチックガス（しんドラマチックガス） ヒロイックファンタジー編
てんとう虫コミックススペシャル「ザ・ドラえもんズ スペシャル」の『ドラゴン退治戦記』（スペシャル7巻に収録）に登場。
ドラメッドIII世の道具。「ドラマチックガス」のバリエーションの1つ。このガスを吸うと普通の出来事がやたらドラマチックに見える（たとえば蛇がドラゴン、蛇に襲われた小鳥はドラゴンに狙われた王女、といった具合）。
新ドラマチックガス（しんドラマチックガス） 妖怪編
てんとう虫コミックススペシャル「ザ・ドラえもんズ スペシャル」の『人類の危機を救え!』（スペシャル11巻に収録）に登場。
ドラえもんの道具。「ドラマチックガス」のバリエーションの1つ。このガスを吸うと生物（ガスを吸っていない生物）や道具が妖怪に見える。

## トランポリンゲン
トランポリンゲンは、「トランポリンゲン」（藤子・F・不二雄大全集15巻収録）に登場する。
化粧品状の瓶に入ったスプレーで、これを吹き付けると壁でも床でも何でも、トランポリンのように弾むようになる。高い所から落ちても怪我ひとつ付かず、ダメージを受けない。

## ドリームガン
ドリームガンは、「ガンファイターのび太」（てんとう虫コミックス24巻収録）に登場する。
ドラミの持つ拳銃型の武器。殺傷力はないが、これで撃たれた相手は丸1日眠り込んで夢を見る麻酔銃。グリップのチューリップ模様と、着弾の際に「ピンポロン」と音がするのが特徴。
アニメ第2作第1期（1987年4月3日）では、無生物には効果がないが、服を吹き飛ばすほどの威力があり、のび太はこの銃でギャングの腹心であるスネークをパンツ一枚の状態にして倒した。ドラえもんも所持するが、ギャングのリーダーであるジャイゴに奪われてしまう。
アニメ第2作第2期（2018年1月12日放送）では、無生物にも効果があり、刃物の刀身に命中すると、刀身が柔らかくなり垂れ下がる。
スプレー式ドリームガン
『映画ドラえもん のび太のひみつ道具博物館』（2013年3月9日公開）に登場する、スプレー型のドリームガン。怪盗DXが使用し、取り囲むパトボールたちを眠らせた。

## ドリームプレイヤー
ドリームプレイヤーは、「ドリームプレイヤー」（てんとう虫コミックス38巻収録）に登場する。
色々な夢を見られる機械。枕の形をしており、ビデオテープのようなカセットを入れ、これを枕にして寝ることでカセットの内容に応じた夢を見ることができる。カセットはSF、西部劇、時代劇、スリラー、メロドラマ、ドキュメント、教訓、青春ドラマなど多数用意されている。
のび太はドラえもんにバカにされたことが癇に障り、ムリして教訓の夢を見ようとした。教訓の夢の中では模範的のび太が現れ、のび太を心身共に鍛えようとするが、案の定、すぐに飽きたのび太は夢を西部劇や青春ドラマに切り替える。しかし、どんな夢を見ても思い通りに行かず失敗を繰り返してしまう。そしてドラえもんが現れ、「無茶な使い方をしたからテープが切れてもう夢から抜け出せない」と諭されて過ぎ去ってしまうと、前に見た夢の登場人物に報復され、最後に実はその全てが「夢だからと言って何でも思い通りになるとは思わず、何事も目標を定めて努力を怠らないこと」を説く、教訓の夢の一環であったと明かされる一種のトリックとなっていた。
テレビアニメ第2作第1期ではこれらに加え、SFの夢（実際は教訓の夢の一部）として『スター・ウォーズ』のパロディの夢も登場した。のび太がルーク・スカイウォーカーに扮した「ノービ・ノビウォーカー」になり、しずかがレイア姫に扮した「シズーカ姫」に、ドラえもんとジャイアンとスネ夫がチューバッカ、R2-D2、C-3POにそれぞれ扮した。挙句の果てに悪役は先生がダース・ベイダーに扮する「ダース・ベンキョー」であった。テレビアニメ第2作第2期ではビデオテープ型から、DVD型に変わっており、他に（教訓の夢の一部として）海賊の夢、特撮ヒーロー物の夢、第1期とは内容が異なるSFの夢（宇宙戦争もの）も登場した。
これの高機能版が「気ままに夢見る機」と言える。

## ドリームマッチ
ドリームマッチは、「マッチ売りのドラえもん」（てんとう虫コミックス8巻に収録）に登場する。
外見はその名の通り普通のマッチだが、これで火を灯すと、そのとき頭で考えていることが映像となって浮かび上がる。自分の考えだけでなく、他人の考えも映像化することができる。
原案は「マッチ売りの少女」であり、ドラえもんが語るところによると、作中ではこの童話は時間旅行者が過去で落としたドリームマッチによって起こった実話とされている。

## とりかえミラー
とりかえミラーは、「とりかえミラー」（藤子・F・不二雄大全集13巻収録）に登場する。
この鏡を手に持って、鏡面に他の人を映すと、自分と相手との体を入れ替えることができる。入れ替えに伴って、相手は自分のことを入れ替えられた相手だと思い込むような効果もある。たとえば玉子がのび太を叱っている時に、のび太が玉子と入れ替ると、玉子の体となったのび太が説教を始め、のび太の体となった玉子はわけもわからず謝り出す、といった具合。1分間経つと元に戻る。

## 取り消しゴム
取り消しゴム（とりけしごむ）は、「消しゴムでノッペラボウ」（てんとう虫コミックス第8巻）で登場する。
消しゴムに鳥のような絵が描いてあり、顔をこすると、目、鼻、眉毛、口などの顔の部品が消えるという道具。この消しゴムで消した顔は目がなくても物が見え、口がなくても喋る事が出来る。強くこすると顔にあざのようなものができてしまう。
作中では、顔の部品を書ける目鼻ペンとセットで登場する。

## 鳥とり機
鳥とり機（とりとりき）は、「鳥とり機」（ぴっかぴかコミックススペシャル収録）に登場する。
掃除機のホースのような道具。ペットの小鳥が逃げたときなど、小鳥に吸い込み口をむけ、ホースの片方を掃除機ならぬ鳥かごにつなぐことで、鳥を捕まえて鳥かごに戻すことができる。

## とりよせつぼ
とりよせつぼは、「とりよせつぼ」（藤子・F・不二雄大全集9巻収録）に登場する。
どんな物でも取り寄せられる道具。この壷についているマイクで取り寄せたい物の名前を言うと、その物が壷の中から出てくる。
同様の道具に「とりよせバッグ」がある。

## トレアドール
トレアドールは、『のび太の日本誕生』に登場する。
闘牛士の姿をした人形で、猛獣などが襲ってきた時に投げつけると、宙を舞いつつ赤い布を構えて猛獣を誘い寄せ、遠くまで連れ去ってしまう。

## トレーサーバッジ
トレーサーバッジは、「トレーサーバッジ」（てんとう虫コミックス9巻収録）に登場する。
ハート・クローバー・ダイヤ等様々な形をしたバッジと専用モニター「レーダー地図」がセットになった道具。
実はバッジの中にはそれぞれ違う周波数を出す発信機が仕込まれており、レーダー地図を作動させるとそれぞれのバッジの位置、つまりバッジをつけている人が何処にいるかを表示する（GPSに似た機能を持つ。）。後は、どのバッジを誰に配ったかを完全に把握しておけばバッジを配った全員の居場所を突き止めることができる。ただし、レーダー地図は平面図しか表示できないので、上下で重なっている（例えば1階と2階の同じ位置にいるなど）場合はその二人がくっついているようにしか表示されない。

## ドロボウホイホイ
ドロボウホイホイ（別名　人食いハウス（ひとくいハウス）は、「人食いハウス」（てんとう虫コミックス14巻収録）に登場。
のび太は部屋に畳んであったこの道具を折り畳み式の家と思って空き地に建てるが、実は（名の由来である「ごきぶりホイホイ」に代表される）粘着式ゴキブリ捕りを人間（泥棒）捕獲用に大きくした物。泥棒でなくても玄関を開けるだけ、もしくは家の前で「とる」という言葉を口にしただけでフラフラと誘い込まれ、内壁の粘着物で捕らえられてしまう。屋内からの音声は屋外に伝わらないらしく、人が入った直後は悲鳴一つ聞こえず静まり返る不気味な演出がされる（開けて見せた場面では、捕らえられた人達は罵声を挙げている）。
テレビアニメ第2作第1期「耳よりネット」では、泥棒を捕まえる本来の用途を果たした。
テレビアニメ第2作第1期「大晦日だよ!ドラえもん」(2001年12月31日放送)内の新作ブリッジアニメ「ドラえもんの捕物帖」では、大型犬用の犬小屋ぐらいの大きさになっており、壁には穴が2つある。「とる」という言葉を口にしなくても、泥棒を強制的に穴に引きずり込むという設定になっている。

## トロリン
トロリンは、「トロリン」（てんとう虫コミックス45巻収録）に登場する。
この薬剤を飲むと、体が液体に変化する。必要に応じて液体から元の人間の姿へ、そしてまた液体へと自分の意思で自在に変化でき、液体の状態では物を自由にすり抜けて動き回ることができる。別の液体と混ざり合うと元の体に変化がおこってしまうのが欠点。作中ではジャイアンが液状になって女の子のスカート覗きをし、追い回しているうちに溝に落ちて、泥水と混ざり合い、ふやけた状態になった（アニメでは店番をサボった為、液体の状態で家に忍び込んだが、母にバケツの水をかけられた）。

## ドロン葉
ドロン葉（ドロンパ）は、「ドロン葉」（てんとう虫コミックス16巻）に登場する。
「狸が人を化かす」と言う言い伝えを科学的に再現した道具。外観はただの木の葉だが、狸の頭に乗せると、脳から特殊な念波が放射され、周囲の人間に幻覚を見せる。幻覚効果を持続させるには葉を頭に乗せ続けている必要があり、葉を頭から外すと効果は解除される。
狸の脳に合わせて作られているため、人間が使っても効果はないが、狸と同じイヌ科である犬でも同様の効果がある。但し「化ける」という行為はあくまで身の危険を避けるためのものであり、危険に直面することのない動物、たとえばしずかの家で幸せに暮しているペロなどには効果はない。もちろん狸によく間違えられるドラえもんにも（本当は猫型なので）効果はない。
作中では、飼い主から虐待を受けている犬に使用した際、犬が飼い主、飼い主が犬に変身するという出来事が起こった。飼い主に変身した犬は人間と同様に2本足で歩いたり、手で物を持つ事が出来る。犬になった飼い主は犬になっても2本足で立てる他、人間の言葉を話せる（但し原作ではその声に他の人間が反応する描写がなく、周囲に人間の言葉として聞こえるかは不明）。「ドラえもんひみつ道具大事典」では犬が2本足で立ち、バットを持って飼い主を叩く描写がある。

## ドロン巻き物
ドロン巻き物（ドロンまきもの）は、「ドロン巻き物」（てんとう虫コミックス『ドラえもんプラス』2巻収録）に登場する。
この巻物から吹き出すガスを人が浴びると、忍者の忍術の如く姿が見えなくなり、透明人間として動き回ることができる。時間が経つと効果は消える。

## どんなきずでもすぐなおすくすり
どんなきずでもすぐなおすくすりは、「とう明人間目ぐすり」（てんとう虫コミックス8巻収録）に登場する。
のび太がジャイアンに殴られることを予想し、ドラミが用意した医薬品。内容は塗り薬らしきチューブや包帯だが、実際には使用されていないために詳細は不明。

## どんぶらガス
どんぶらガスは、「どんぶらガス」（てんとう虫コミックス26巻収録）に登場する。
このガスを体に吹き付けると、体の触れている地面が水のようになり、海のように泳いだり、地面を突き抜けることができる。
効果は「ドンブラ粉」や「ドンブラクリーム」と殆ど同じだが、この道具では、地中にもぐりながら地面を透かして地上の景色を見ることができるという特徴がある。

## ドンブラクリーム
ドンブラクリームは、「ドンブラクリーム」（藤子・F・不二雄大全集6巻に収録）に登場する。
このクリームを体に塗ると、後述の「ドンブラ粉」と同様、体の触れている床、地面、壁などが水のようになり、床や地面で海のように泳ぐことができる。
粉をつけている者以外にとっては普通の地面や床でしかない点も、「ドンブラ粉」と同様である。故に後述の「ドンブラ粉」初登場時と同じく、のび太はこの道具でも全く同じミスで溺れてしまい、地面を掘り返して救助される羽目になった。

## ドンブラ粉
ドンブラ粉（ドンブラこ）は、「ドンブラ粉」（てんとう虫コミックス12巻に収録）、「ラジコンテレビ」（藤子・F・不二雄大全集13巻に収録）、『のび太の宇宙小戦争』、『のび太と銀河超特急』などに登場する。
ベビーパウダーのような道具で、この粉を体につけると、体の触れている床、地面、壁などが水のようになり、床や地面で海のように泳いだり、壁を泳いで突き抜けることができる。本当の水よりは幾分か浮力が上のため、水泳の練習に用いることができる。金槌ののび太でも、浮き輪がなくてもある程度泳ぐことができた。ラジコン戦車等の無生物につけても効果があり、地中に隠したり、船（の模型）につけて地上を水上の様に航行したりも出来る。ただし粉をつけているもの自身にしか効果はなく、その他のものにとっては普通の地面や床でしかない。
欠点として、周りの物すべてが水のようになってしまうため、浮き輪のような浮遊物につかまらない限り、泳ぎ疲れても休めない。このため効き目を消す方法を知らずに使うと地中で溺れる危険があり、作中でも知らずに出かけたのび太があやうく溺れかけ、ドラえもんがスコップで掘り返して救助する羽目になった。しかし、「銀河超特急」ではのび太は難なく地面から地上へ戻っていた。2004年に放送された「銀河超特急」の完全版では、同場面で原作同様にのび太が地中で溺れると言うNGシーンがある。